# Teatr Poza Tym
Teatr Poza Tym – grupa teatralna z Trójmiasta, prowadzona przez Jarosława Rebelińskiego, reżysera, aktora i pedagoga, związanego wcześniej z Teatrem Snów, oraz Teatrem Znak. Skład zespołu stanowią w większości stażyści warsztatów teatralnych organizowanych w Sopockiej Scenie Off de Bicz.
W roku 2006 teatr przygotował Wyprzedaż wspomnień, spektakl uliczny inspirowany prozą Bruno Schulza, wystawiony 1 lipca na festiwalu "Sztuka ulicy" w Warszawie, 12 lipca w Gdańsku, 10 sierpnia w Olsztynie, 11 sierpnia w Łodzi (Kolory Lata),  25 sierpnia w Żarach, 15 września na Dionizjach  w Ciechanowie i 22 września na rynku w Krakowie.